# Georg Matthias Bose
Georg Matthias Bose  est un physicien astronome et mathématicien allemand né le 22 septembre 1710 à Leipzig et mort à Magdebourg le 17 septembre 1761, âgé de 50 ans. Il a été Professeur de « philosophie naturelle » à l'université de Wittenberg à partir de 1738. Il écrivit des poèmes et des brochures scientifiques. Sa vie, déjà embrouillée localement par les dissensions religieuses luthériennes et catholiques, fut celle d'un des nombreux notables qui finirent comme monnaie d'échange lors de la Guerre de Sept Ans impliquant la Prusse. Il mourut en détention.

## Expériences de physique
Diplômé de l'université en 1727, il expérimente la machine de Francis Hauksbee. Il recueille l'électricité statique sur le globe de verre tournant et ses frottoirs avec un collecteur métallique tendu par un assistant qui est tenu isolé par de la résine par rapport à la machine de charge.
Il fut un grand correspondant auprès de la Royal Society de Londres et ses équivalents en France, Italie, Prusse, Suède... Ses textes sont en latin, langue des savants, en français qui est la langue majeure de cour et de correspondance de l'époque, et en anglais.
Il est un des promoteurs de la physique amusante façon « béatification électrique » de Stephen Gray avec des poudres et alcools qui prennent feu par des étincelles.
Son invention du simple collecteur métallique est contemporain de l'invention de la bouteille de Leyde qui fut un instrument de charge plus efficace dans les faits, comprenant un matériau diélectrique et deux parties métalliques « opposées l'une à l'autre ».

## Publications

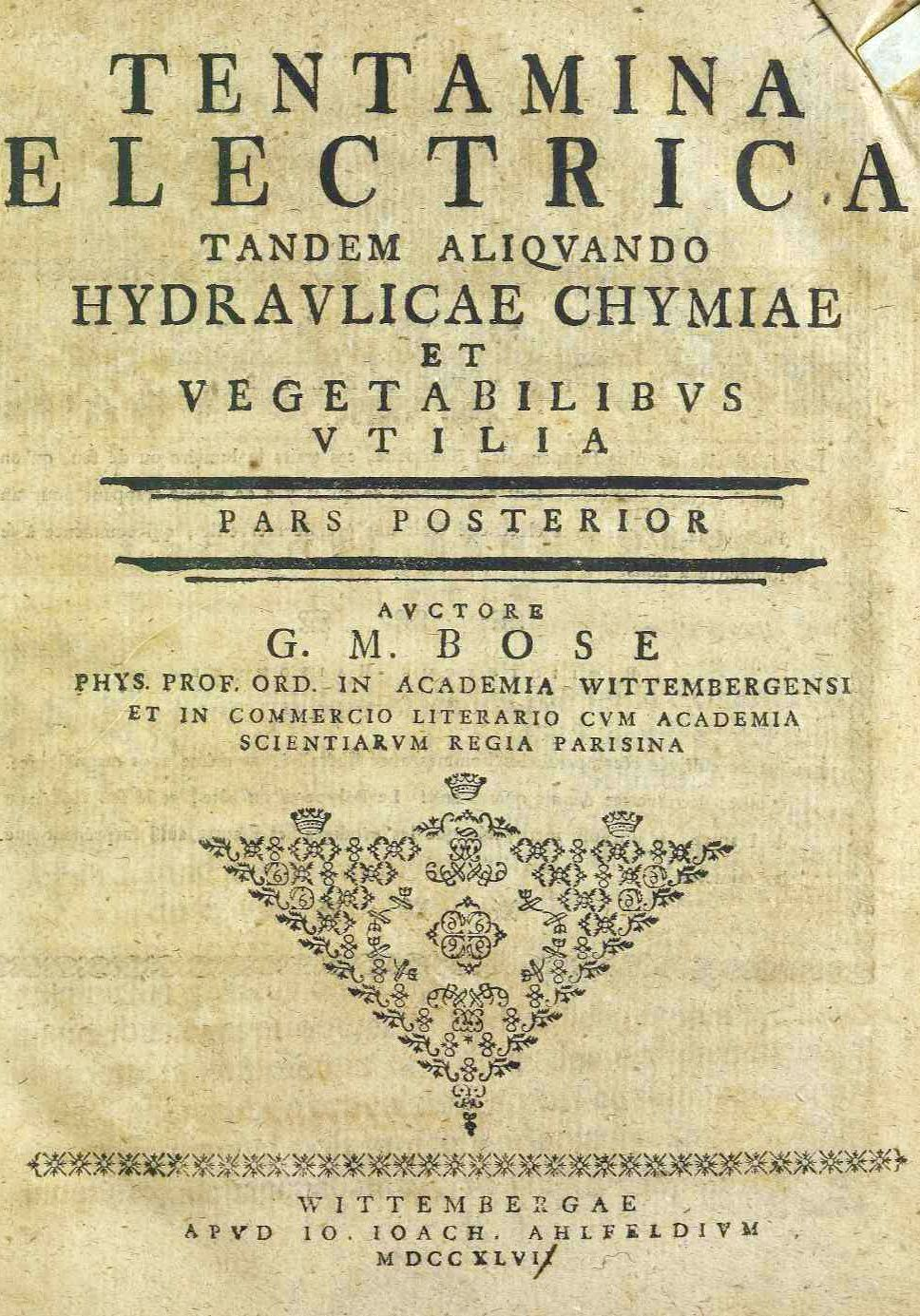
Tentamina electrica, 1747

### Sur l'électricité
- Oratio de attractione et electricitate. Wittenberg 1733.
- Programma de electricitate. Wittenberg 1743.
- Commentatio de electricitate inflammante et beatificante. Wittenberg 1744, repris sous Tentamina electrica in academiis regiis Londensi et Parisina primum habita omni studio repetita quae novis aliquot accessionibus locupletavit, Georg Matthias Bose (Wittenberg, 1744).  Texte en latin de son discours d'impétrant à l'Académie de Londres et l'Académie de Paris.
- Recherches sur la cause et sur la veritable téorie de l’électricité. Wittenberg 1745; Théorie électrique sur le phénomène de l'écoulement d'un fluide (idem Abbé Nollet).
- L'électricité son origine et ses progrès : poème en deux livres, en français dans le texte par traduction de M. l’Abbé Joseph Ant. de C***, Georg Matthias Bose, Éditeur : A Leipsic : Chez les heritiers Lankisch, 1754.
- On the Electricity of Glass, that has been exposed to strong Fires. In: Philosophical Transactions N. 492.

### En astronomie et autres domaines
- Dissertatio (Praes. Casp. Bosio) de obstetricum erroribus a medico forensi pervestigandis. Leipzig 1729
- Dissertatio de eclipsi terrae. Leipzig 1733
- Dissertatio I. II. in hypothesin soni Perraultianam. Leipzig 1734
- Schediasma litterarium, quo contenta Elementorum Euclidis enunciat, et simul de variis editionibus post Fabricium nonnulla disserit. Leipzig 1737
- Programma de Marte conglaciante. Wittenberg 1733
- D. sistens Otia Wittembergensia critico-physica: de Keplero, Newtoni praecursore Lipsia, Ptolemaeo ignota, et tabula Peutingeriana, Porcellana, Saccharo, Cochenilla veterum; Dodecade librorum rariorum, Siphone in vacuo; Anatomia ranae in vacuo extinctae, et vivae. Leipzig 1739
- Votiva acclamatio in reditum Principis. Leipzig 1740
- Programma quo secularia Torricelliana a se celebranda indicit. Leipzig 1743, aussi dans : Calogera's Opusculi scientifici e filolugici T. 32. p. 1-58.
- Transitus Mercurii sub sole observatus d. 5 Nov. 1743. in Actis Erud. a. 1744. p. 121-128. Version en français traduit par lui-même : Observations du dernier passage de Mercure, par le Soleil, faite à Wittembergue le 5 Nov. 1743
- Discours sur la lumière des diamants, et de plusieurs autres corps, prononcé à Leipsic le 12 May 1745, devant leurs Altesses royales le Prince héréditaire de Saxe et le Prince Xavier. Göttingen 1745.
- Tentamina electrica, tandem aliquando hydraulicae, chymiae et vegetabilibus utilia pars posterior Wittenberg 1747
- Observatio ecclipseos solaris et lunaris partialis, habita Wittenberg 1740
- Programma de bibliothecae Badensis fatis. Wittenberg
- Programma de Osymandiae circulo aureo. Wittenberg 1749
- Observatio eclipseos lunaris totalis, habita Witteberg 1750
- Commercium epistolicum de Sesostridis, Augusti et Benedicti XIV Obelisco; obiter Plinius Historiographus et Diodorus Siculus emendantur. Greifswald 1751
- D. sistiens placita philosophorum de terrae motus causis Wittenberg 1756
- Dissertatio physica de natura et origine nebularum Wittenberg 1756
- Programma de sympathia, attractioni et gravitati substituta. Wittenberg 1756
- Programma iudicens eclipseos lunaris 1457 d. III Sept. quo natalis Uraniae trecentesimus felici affulget sidere, saecularia. Wittenberg 1757
- Observationes astronomicae, quas ex praescripto Acad. Scient. Reg. Paris. Habuit Wittembergae; in: Acta Eruditorum 1753, P. 466-480.
- Apotheosis Richmanni, carmine Latino 1756. In: Erweiterungen der Erkenntniss und des Vergnügens, Bd. 7. S. 431-441
- Oratio habita in promotione Doctorum Philosophiae publica 1755 M. Octobri; ebend. Bd. 8